# Il Santo (serie televisiva)
Il Santo (The Saint) è una serie televisiva britannica con protagonista Roger Moore, prodotta dall'ottobre 1962 al febbraio  1969 dalla ITC per la catena televisiva ITV. 
La serie si basa sul personaggio letterario Simon Templar soprannominato "Il Santo", ideato da Leslie Charteris nel 1928 come protagonista del romanzo Meet the Tiger!, un ladro e avventuriero gentiluomo. Le prime quattro stagioni sono state girate in bianco e nero (71 episodi totali), per passare al colore nelle ultime due (47 episodi totali).

## Trama
Simon Templar, conosciuto come il Santo, aiuta coloro che le forze di polizia convenzionali non riescono a proteggere, spesso usando metodi che aggirano la legge, in avventure che prevedono truffe ai danni di malviventi, quasi sempre in difesa di belle donne da violenti criminali o ricchi senza scrupoli. Il Santo lasciava sempre un bigliettino da visita con il suo simbolo (un omino stilizzato con un'aureola in testa) al termine delle sue operazioni. È lo stesso simbolo che compare nella sigla di apertura. Come nella serie di romanzi, l'ispettore Teal di Scotland Yard cerca continuamente di arrestarlo ma non vi riesce mai, vuoi perché riesce a sfuggirgli, vuoi perché nel suo agire Templar non lascia indizi che lo possano ricondurre a lui. 

## Produzione
Roger Moore aveva già tentato di acquistare i diritti di produzione dei libri del Santo e alla fine egli stesso divenne comproprietario dello spettacolo con Robert S. Baker quando passò al colore.
Nella serie vi erano alcuni ruoli ricorrenti, in particolare Ivor Dean, che interpretava la nemesi del Santo, ovvero l'ispettore Teal. Il rapporto di Teal con Templar era sostanzialmente simile a quella descritta nei romanzi, ma nella serie è spesso raffigurato come un incapace, piuttosto che la caratterizzazione che ne fece Charteris come un poliziotto ufficiale, privo di fantasia. Quando era in Francia, Templar aveva avuto rapporti simili con il colonnello Latignant, raffigurato come ancora meno competente di Teal, e Templar lo aiuta ripetutamente a risolvere il caso. A differenza di Teal, Latignant non è apparso nei romanzi di Charteris. In tutto, l'ispettore Teal ha recitato in 26 episodi e il colonnello Latignant in sei.
Il Santo iniziò con una serie di misteri semplici, ma nel corso degli anni adottò un format quasi da agente segreto. I primi episodi si distinguono per Moore che infrange la quarta parete parlando con il pubblico all'inizio di ogni episodio. Con il passaggio al colore, questo è stato sostituito da una semplice narrazione. La sequenza iniziale di presentazione della puntata di solito terminava con qualcuno che si riferiva o si rivolgeva al Santo per nome - "Simon Templar"; a questo punto, un'aureola appariva sopra la testa di Moore mentre il Santo guardava la telecamera (o direttamente all'aureola). Nelle prime edizioni televisive italiane l'apparizione dell'aureola veniva tagliata passando direttamente ai titoli di testa. 

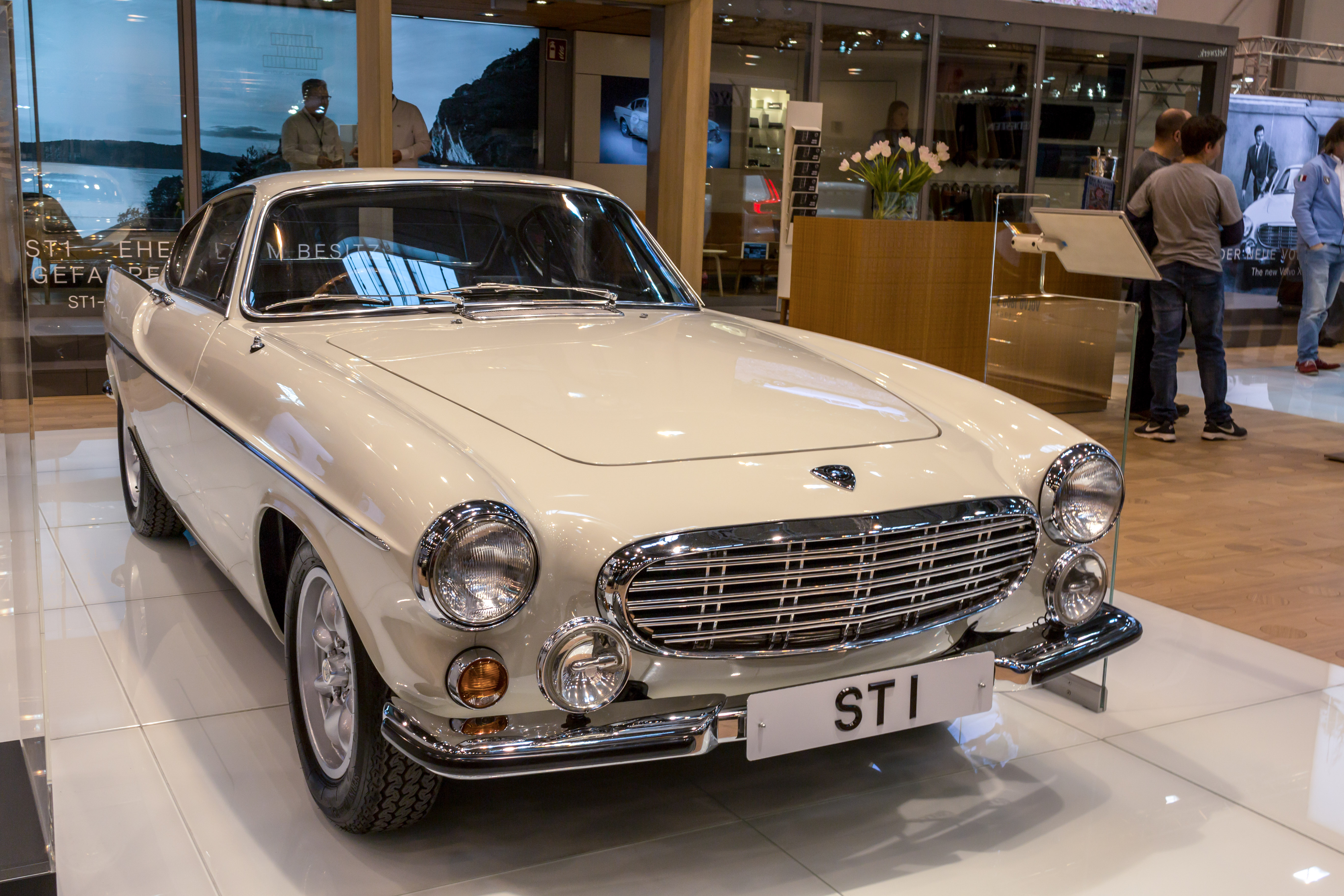
La Volvo P1800 con targa personalizzata utilizzata nella serie

Molti episodi si basavano sulle storie di Charteris, sebbene siano state necessarie sceneggiature originali man mano che la serie progrediva ("Queen's Ransom" è stato sia il primo episodio a colori sia il primo episodio non basato su un'opera di Charteris). Alcune delle sceneggiature successive sono state romanzate e pubblicate come parte della serie di romanzi di The Saint.
L'auto di Templar era una Volvo P1800 bianca con la targa personalizzata ST1. Volvo è stata lieta di fornire la propria auto, introdotta nel 1962, per il valore promozionale che assunse a seguito della popolarità della serie. In precedenza la Jaguar Cars aveva respinto la richiesta da parte dei produttori di fornire una E-type. Roger Moore utilizzerà anche nella serie Attenti a quei due un'auto con targa personalizzata, la Aston Martin DBS con sigla BS1 (iniziali del suo personaggio, lord Brett Sinclair).
Nella serie TV, il Santo vive a Londra, sebbene l'indirizzo esatto non sia mai stato rivelato (53 Grosvenor Mews è il suo indirizzo dichiarato nell'episodio 2 della serie 2) tuttavia egli si sposta sempre in luoghi diversi, sia nel Regno Unito sia in tutto il mondo. L'intera serie è stato girata presso gli Associated British Elstree Studios in Hertfordshire, con pochissime scene girate altrove. Ciò è stato ottenuto facendo ampio uso dei set di Elstree, la prima tecnologia dello schermo blu per simulare diverse posizioni sullo sfondo, con fondali dipinti o proiettati e rotanti per le scene in movimento. Nei casi in cui non è stato possibile farlo negli studi, alcune scene sono state girate a nord di Londra, come il condominio Embassy Lodge in Regents Park Road NW3.

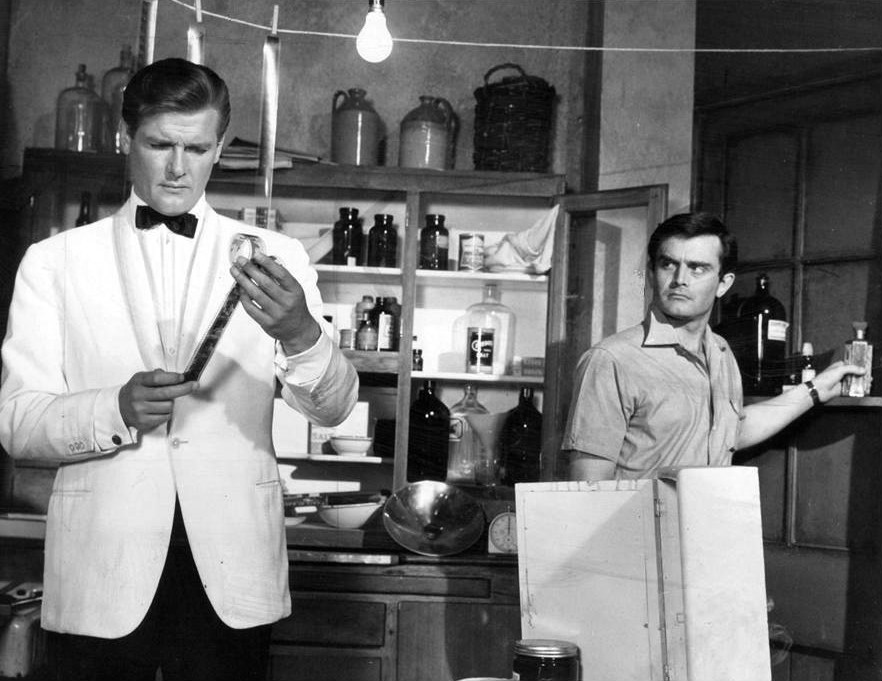
Simon Templar (Roger Moore) in una scena con Earl Green

## Episodi
Sono state realizzate sei stagioni della serie, per un totale di 118 episodi.
| Stagione         | Episodi | Prima TV originale | Prima TV Italia |
| ---------------- | ------- | ------------------ | --------------- |
| Prima stagione   | 12      | 1962               |                 |
| Seconda stagione | 27      | 1963-1964          |                 |
| Terza stagione   | 23      | 1964-1965          |                 |
| Quarta stagione  | 9       | 1965               |                 |
| Quinta stagione  | 26      | 1966-1967          |                 |
| Sesta stagione   | 21      | 1968-1969          |                 |

## Distribuzione
- In Italia la serie è stata intitolata in modi diversi a seconda della rete televisiva e del periodo di trasmissione. Tra i titoli utilizzati Simon Templar e Stop ai fuorilegge.
- All'inizio degli anni 1970 i primi episodi della serie furono trasmessi in Italia con il titolo Le avventure di Simon Templar.
- Gli episodi The Fiction-Makers e Vendetta for the Saint sono stati distribuiti in Italia anche come film: L'organizzazione ringrazia firmato il Santo (1968) e La mafia lo chiamava il Santo ma era un castigo di Dio (1969).

## Altre produzioni
- Nel 1978 e nel 1979 Simon Templar torna con il volto di Ian Ogilvy nella serie Il ritorno del Santo.
- Nel 1987 è prodotto il film per la televisione The Saint in Manhattan, in cui il protagonista è interpretato da Andrew Clark.
- Nel 1989 nasce una serie di sei film per la televisione dal titolo The Saint e interpretata da Simon Dutton.
- Nel 1997 è la volta di Val Kilmer a prestare il volto a Templar nel film Il Santo di Phillip Noyce. Il film non presenta alcuna somiglianza con i libri o le serie TV (e in effetti non aveva alcun merito per Leslie Charteris).
- Lo scrittore Leslie Charteris è anche l'autore del tema principale della colonna sonora della serie.